# Journal of Natural Products
Journal of Natural Products (abreviatura J. Nat. Prod.) és una important revista científica dedicada al productes naturals en els camps de la química orgànica, la química analítica, la farmacologia i altres banques de la medicina. És publicada des del 1979 per la Societat Química Americana i l'American Society of Pharmacognosy. El seu factor d'impacte és 3,798 el 2014, any en què fou citada 20 791 cops. Ocupa la 22a posició de qualitat de revistes dedicades a la química orgànica en el rànquing SCImago, i la 12a en la categoria de química analítica.
La Journal of Natural Products convida i publica articles que fan contribucions substancials i acadèmiques a l'àrea d'investigació dels productes naturals. Les contribucions poden relacionar-se amb la química i/o bioquímica dels compostos d'origen natural o la biologia de sistemes vius a partir del qual s'obtenen. Específicament, pot haver articles que descriuen metabòlits secundaris de microorganismes, incloent antibiòtics i micotoxines; compostos fisiològicament actius de les plantes i els animals terrestres i marins; estudis bioquímics, incloent la biosíntesi i transformacions microbiològics; fermentació i teixit de la planta de cultiu; l'aïllament, l'elucidació de l'estructura, i la síntesi química dels nous compostos de la naturalesa; i la farmacologia dels compostos d'origen natural.